# Italien ved sommer-OL 2024
Italien deltog i sommer-OL 2024 i Paris i Frankrig i perioden 26. juli til 11. august 2024.
Åbningsceremoniens flagbærere for Italien var Gianmarco Tamberi og Arianna Errigo , mens flagbærerne for afslutningsceremonien var Gregorio Paltrinieri og Rossella Fiamingo.

## Medaljer
| 2024 Paris | Guld | Sølv | Bronze | Total |
| Italien    | 12   | 13   | 15     | 40    |

### Medaljevindere
| Italien under Sommer-OL 2024 i Paris | Italien under Sommer-OL 2024 i Paris | Italien under Sommer-OL 2024 i Paris | Italien under Sommer-OL 2024 i Paris | Italien under Sommer-OL 2024 i Paris |
| Medalje                              | Navn | Sport                                | Øvelse                               | Dato                                 |
| ------------------------------------ | --- | ------------------------------------ | ------------------------------------ | ------------------------------------ |
| Guld                                 | Nicolò Martinenghi | Svømning                             | Herrernes 100 m bryst                | 28. juli                             |
| Guld                                 | Thomas Ceccon | Svømning                             | Men's 100 m backstroke               | 29. juli                             |
| Guld                                 | Rossella Fiamingo Giulia Rizzi Alberta Santuccio Mara Navarria | Fægtning                             | Damernes holdkonkurrence i kårde     | 30. juli                             |
| Guld                                 | Giovanni De Gennaro | Kano og kajak                        | Men's slalom K-1                     | 1. august                            |
| Guld                                 | Alice Bellandi | Judo                                 | Women's 78 kg                        | 1. august                            |
| Guld                                 | Marta Maggetti | Sejlsport                            | Women's IQFoil                       | 3. august                            |
| Guld                                 | Sara Errani Jasmine Paolini | Tennis                               | Damedouble                           | 4. august                            |
| Guld                                 | Alice D'Amato | Gymnastik                            | Women's balance beam                 | 5. august                            |
| Guld                                 | Gabriele Rossetti Diana Bacosi | Skydning                             | Mixed skeet team                     | 5. august                            |
| Guld                                 | Ruggero Tita Caterina Banti | Sejlsport                            | Mixed Nacra 17                       | 8. august                            |
| Guld                                 | Chiara Consonni Vittoria Guazzini | Cykling                              | Women's madison                      | 9. august                            |
| Guld                                 | Italiens nationale volleyballhold for damer - Ekaterina Antropova - Caterina Bosetti - Carlotta Cambi - Anna Danesi - Monica De Gennaro - Paola Egonu - Sarah Luisa Fahr - Gaia Giovannini - Marina Lubian - Loveth Omoruyi - Alessia Orro - Myriam Sylla - Ilaria Spirito | Volleyball                           | Damernes turnering                   | 11. august                           |
| Sølv                                 | Filippo Ganna | Cykling                              | Men's road time trial                | 27. juli                             |
| Sølv                                 | Federico Nilo Maldini | Skydning                             | Men's 10 m air pistol                | 28. juli                             |
| Sølv                                 | Filippo Macchi | Fægtning                             | Herrernes fleuret                    | 29. juli                             |
| Sølv                                 | Angela Andreoli Alice D'Amato Manila Esposito Elisa Iorio Giorgia Villa | Gymnastik                            | Women's artistic team all-around     | 30. juli                             |
| Sølv                                 | Luca Chiumento Luca Rambaldi Giacomo Gentili Andrea Panizza | Roning                               | Men's quadruple sculls               | 31. juli                             |
| Sølv                                 | Silvana Stanco | Skydning                             | Women's trap                         | 31. juli                             |
| Sølv                                 | Arianna Errigo Martina Favaretto Francesca Palumbo Alice Volpi | Fægtning                             | Damernes fleuret for hold            | 1. august                            |
| Sølv                                 | Stefano Oppo Gabriel Soares | Roning                               | Men's lightweight double sculls      | 2. august                            |
| Sølv                                 | Gregorio Paltrinieri | Svømning                             | Men's 1500 m freestyle               | 4. august                            |
| Sølv                                 | Guillaume Bianchi Alessio Foconi Filippo Macchi Tommaso Marini | Fægtning                             | Herrernes fleuret for hold           | 4. august                            |
| Sølv                                 | Gabriele Casadei Carlo Tacchini | Kano og kajak                        | Men's C-2 500 m                      | 8. august                            |
| Sølv                                 | Nadia Battocletti | Atletik                              | Damernes 10.000 m                    | 9. august                            |
| Sølv                                 | Simone Consonni Elia Viviani | Cykling                              | Men's madison                        | 10. august                           |
| Bronze                               | Luigi Samele | Fægtning                             | Sabel for mænd                       | 27. juli 2024                        |
| Bronze                               | Alessandro Miressi Thomas Ceccon Paolo Conte Bonin Manuel Frigo Leonardo Deplano Lorenzo Zazzeri | Svømning                             | 4×100 m fri menn                     | 27. juli 2024                        |
| Bronze                               | Paolo Monna | Skydning                             | 10 m luftpistol menn                 | 28. juli 2024                        |